# Géographie de la Nouvelle-Zélande
La Nouvelle-Zélande est un pays situé dans le Sud-Ouest de l'océan Pacifique. Entièrement insulaire il est composé de deux grandes îles et d'une myriade de petites îles.

## Géographie physique

### Relief
La Nouvelle-Zélande se compose de deux îles principales séparées par le détroit de Cook d'une largeur minimale d'environ 22 km : l'île du Nord et l'île du Sud appelées North and South Islands en anglais, Te Ika a Maui et Te Wai Pounamu en māori. Le pays est aussi composé d'un ensemble de petites îles situées près du centre de l'hémisphère maritime. Sa superficie est de 268 680 kilomètres carrés en incluant les îles Antipodes, les îles Auckland, les îles Bounty, les îles Campbell, les îles Chatham, les Tokelau et les îles Kermadec. Le pays est légèrement plus petit que l'Italie mais un peu plus grand que le Royaume-Uni. Cet archipel constitue les principales terres émergées du vaste continent submergé, Zealandia.
La Nouvelle-Zélande dispose d'un total de 15 134 kilomètres de côtes et dispose de vastes ressources marines. Elle n'a pas de frontières terrestres. Le pays revendique le septième rang en termes de surface de zone économique exclusive du monde, couvrant plus de quatre millions de kilomètres carrés (1,5 million de miles carrés), plus de quinze fois sa superficie.
L'île du Sud est la plus grande et contient un quart environ de la population néo-zélandaise. L'île est coupée le long de sa longueur par les Alpes du Sud, le plus haut sommet étant l'Aoraki/Mont Cook avec 3 724 mètres d'altitude. Il y a dix-huit sommets de plus de 3 000 mètres d'altitude dans l'île du Sud dont la côte est abrite les plaines de Canterbury alors que la côte ouest est réputée pour ses fjords, ses forêts primaires, le glacier Fox et le glacier Franz Josef.
L'île du Nord est moins montagneuse que l'île du Sud mais elle est marquée par le volcanisme. La plus haute montagne de l'île, le mont Ruapehu (2 797 mètres d'altitude), est un volcan actif. Le lac Taupo, situé près du centre de l'île du Nord, est le plus grand lac du pays. Il se situe dans une caldeira créée à la suite d'une éruption, il y a 26 500 ans (voir éruption Oruanui).

### Géologie
La Nouvelle-Zélande est situé à la jonction de deux plaques tectoniques. À cet endroit existe un phénomène de subduction de la plaque pacifique qui passe sous la plaque australienne. Le volcanisme de l'archipel est le résultat de ce phénomène, en particulier dans l'île du Nord, avec notamment le champ volcanique d'Auckland et la zone volcanique de Taupo. L'énergie géothermique associée est utilisée dans de nombreuses centrales hydrothermiques. Certaines zones volcaniques sont aussi de célèbres destinations touristiques comme les geysers de Rotorua.
La zone de contact entre ces deux plaques tectoniques est aussi le lieu de séismes fréquents même si de tels phénomènes graves sont assez rares. Cette collision a aussi façonné les Alpes du Sud qui permettent la production de la plupart des centrales hydroélectriques du pays.
On trouve aussi des zones karstiques parmi lesquelles la Waitomo Caves et les Pancake Rocks, reconnues comme attractions touristiques.

### Climat
Le climat de la Nouvelle-Zélande est  océanique. Les températures moyennes varient entre 8 °C dans l'île du Sud et 16 °C dans l'île du Nord. Janvier et février sont les mois les plus chauds alors que juillet est le mois le plus froid. La Nouvelle-Zélande ne dispose pas d'une large gamme de température mais le temps peut changer rapidement et de manière inattendue. Un climat subtropical humide est perçu dans la péninsule de Northland.
La plupart des régions du pays ont une pluviométrie comprise entre 600 et 1 600 millimètres, les maxima étant rencontrés le long de la côte Ouest de l'île du Sud et les minima sur la côte Est de la même île, principalement dans les plaines de Canterbury. Christchurch est la ville la plus sèche et reçoit environ 640 millimètres de pluie par an tandis que Auckland en compte pratiquement le double.
L'indice ultraviolet peut être très élevé voire extrême dans certains endroits au Nord de l'île du Nord. Ceci est dû au fait que l'atmosphère du pays est relativement pure (sans pollution) en comparaison à de nombreux autres pays.
Il y a trois facteurs principaux qui influent sur le climat de la Nouvelle-Zélande :
- sa latitude, avec la présence de vents dominants d'ouest ;
- l'influence océanique ;
- les montagnes, en particulier les Alpes du Sud.

## Géographie humaine

### Découpage administratif

Carte des régions de Nouvelle-Zélande

La Nouvelle-Zélande ne possède pas de frontières terrestres avec d'autres pays. Le pays est composé de seize régions, sept dans l'île du Sud et neuf dans l'île du Nord. La Nouvelle-Zélande a aussi un certain nombre d'îles éloignées qui ne sont pas incluses dans les limites régionales. Les îles Chatham ne sont pas une région bien que leur conseil fonctionne comme une région dans le cadre du Resource Management Act. Les Tokelau, à l'instar des îles Chatham ne sont pas dotées du statut de région. L'archipel jouit cependant d'un statut spécial, chacun des trois atolls le composant possédant son propre centre administratif. Les îles Kermadec et les îles subantarctiques ne sont habitées que par un petit nombre de personnes du New Zealand Department of Conservation.

## Ressources naturelles
Les ressources naturelles les plus abondantes sont le charbon, l'or, l'énergie hydraulique, le minerai de fer, le calcaire, le gaz naturel, le sable et le bois.
Les terres arables représentent 5,54 % de la superficie du pays, les cultures permanentes représentent 6,92 % de la superficie et le reste (87,54 %) est composé de terres incultes, de forêts, de zones de haute montagne, de glaciers, etc ; les terres irrigables représentent 2 850 km2.

## Environnement

### Pression environnementale
La Nouvelle-Zélande est touchée par la déforestation, l'érosion des sols, les invasions biologiques qui affectent la faune et la flore primaire.
Le pays est signataire de certains accords internationaux concernant l'environnement comme le traité sur l'Antarctique, la convention sur la diversité biologique, la convention-cadre des Nations unies sur les changements climatiques, le protocole de Kyoto, la convention des Nations unies sur la lutte contre la désertification, la convention sur le commerce international des espèces de faune et de flore sauvages menacées d'extinction, la Convention ENMOD, la convention de Bâle, la convention des Nations unies sur le droit de la mer, la convention de Londres, la protocole de Montréal, le Marpol, l'International Tropical Timber Agreement, la convention de Ramsar, la convention internationale pour la règlementation de la chasse à la baleine. Elle est également signataire mais sans l'avoir ratifiée de la convention sur la pêche et la conservation des ressources biologiques de la haute mer et la convention pour la protection des phoques de l'Antarctique.

### Risques naturels
Les risques naturels sont représentés par les tremblements de terre, bien que généralement sans gravité, l'activité volcanique et quelques risques d'incendie existent dans certaines zones.